# Isoneuromyia forcipata
Isoneuromyia forcipata är en tvåvingeart som beskrevs av Kertesz 1909. Isoneuromyia forcipata ingår i släktet Isoneuromyia och familjen platthornsmyggor.
Artens utbredningsområde är Peru. Inga underarter finns listade i Catalogue of Life.